# Alsóbogát
Alsóbogát ist eine ungarische Gemeinde im Kreis Kaposvár im Komitat Somogy. Zur Gemeinde gehört der Ortsteil Alsóbogátpuszta.

## Geografische Lage
Alsóbogát liegt ungefähr 17,5 Kilometer nordwestlich des Komitatssitzes und der Kreisstadt Kaposvár. Nachbargemeinden sind Edde, Somogygeszti und Somogyjád.

## Geschichte
Alsóbogát besteht als eigenständige Gemeinde erst seit 1994, zuvor gehörte es zur Gemeinde Edde.

## Sehenswürdigkeiten
- Hölzerner Glockenturm und Steinkreuz (Harangláb és kereszt)
- Nepomuki-Szent-János-Statue (Nepomuki Szent János-szobor), erschaffen Anfang des 19. Jahrhunderts (Barock)
- Römisch-katholische Kapelle Páduai Szent Antal, erbaut 1850, restauriert 2005
  - In der Kirche befindet sich ein Altarbild von Miklós Barabás.
- Schloss Festetics-Inkey (Festetics-Inkey-kastély), erbaut um 1830
- Schloss Vrancsics (Vrancsics-kastély) im Ortsteil Alsóbogátpuszta

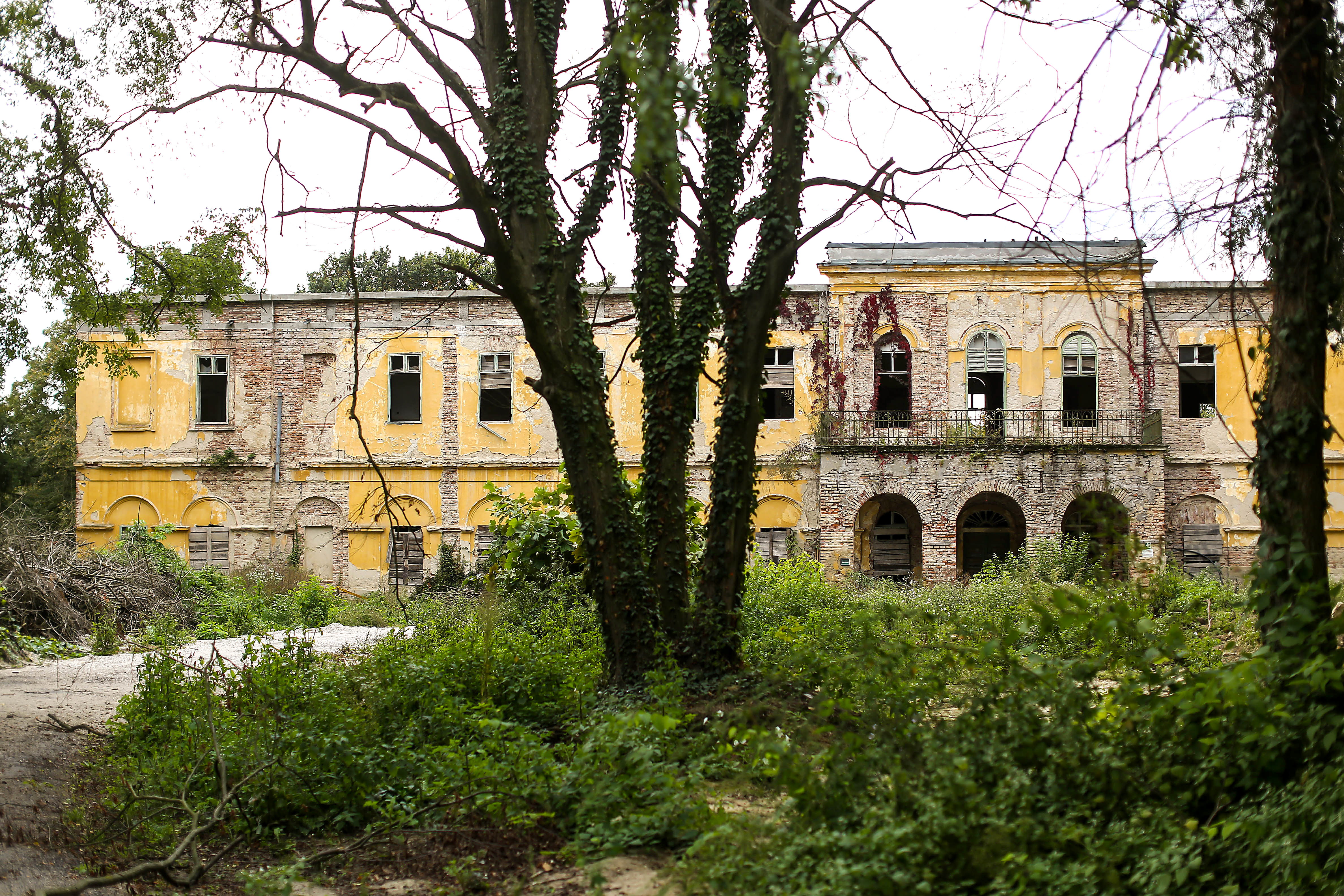
Schloss Festetics-Inkey (vor der Renovierung)
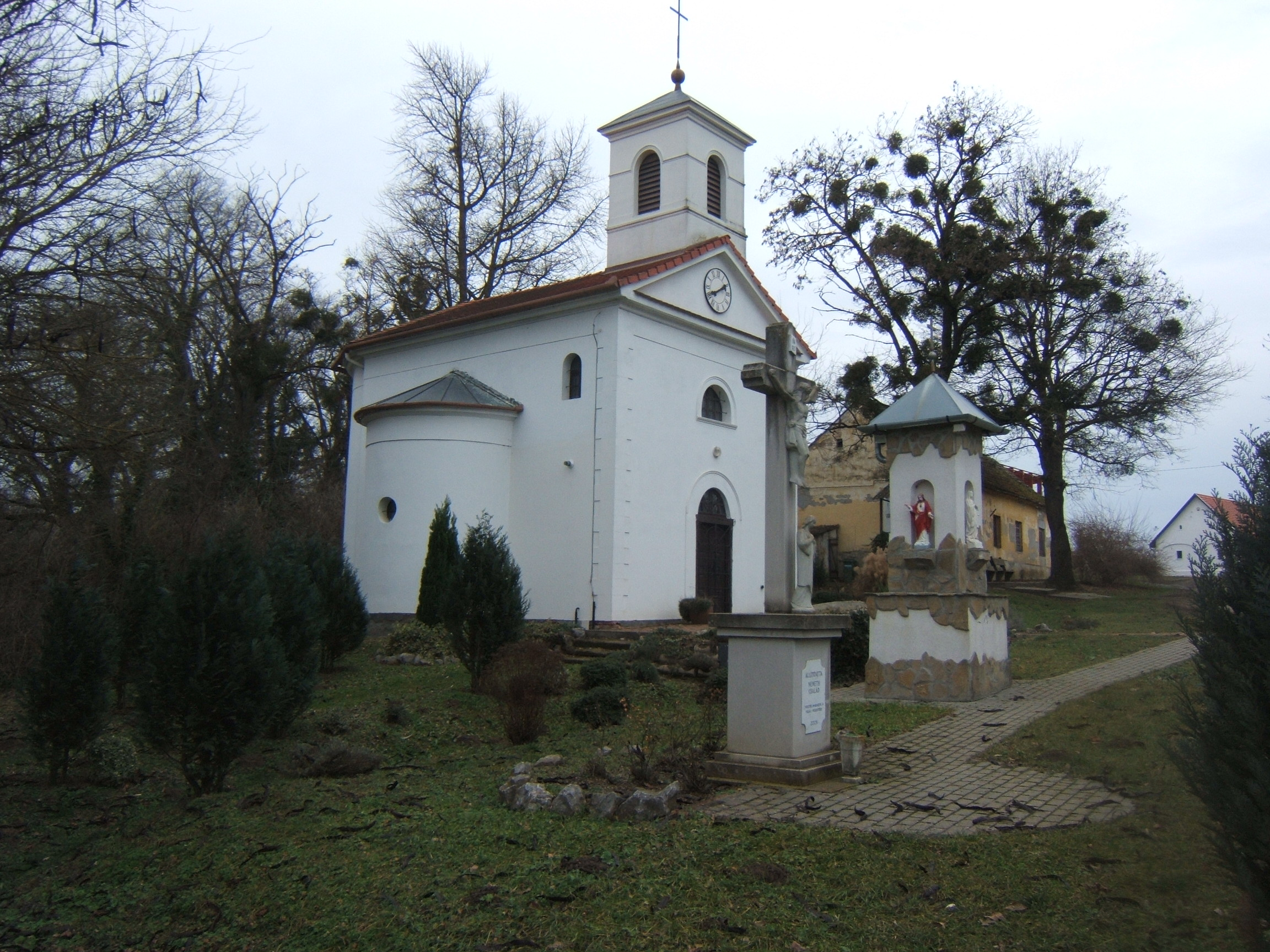
Röm.-kath. Kapelle Páduai Szent Antal
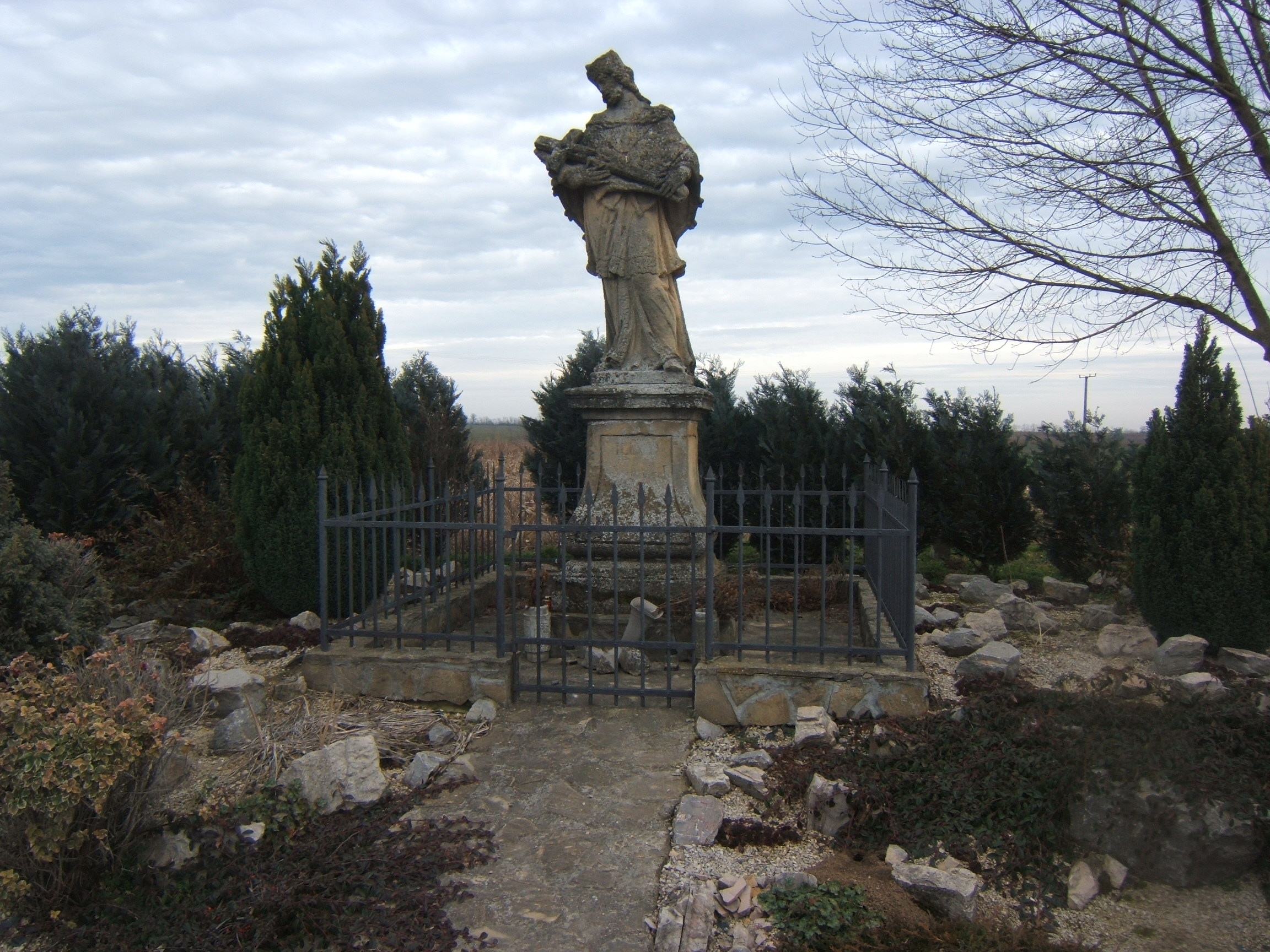
Nepomuki-Szent-János-Statue
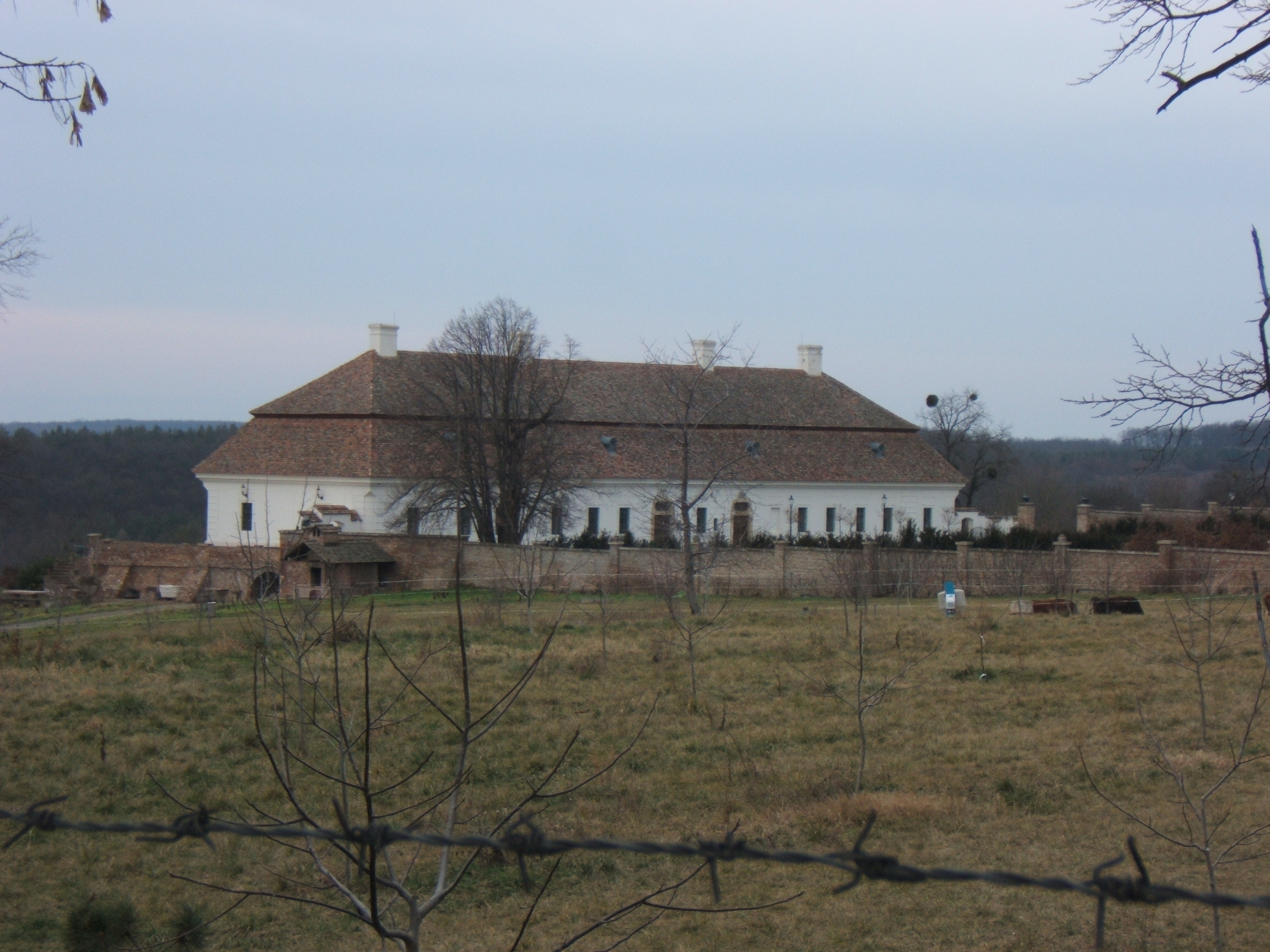
Schloss Vrancsics

## Gemeindepartnerschaft
- Kroppenstedt, Deutschland, seit 2001[3]

## Verkehr
Durch Alsóbogát verläuft die Landstraße Nr. 6513. Der nächstgelegene Bahnhof befindet sich vier Kilometer südwestlich in Somogyjád. Weiterhin gibt es Busverbindungen nach Edde sowie über Somogyjád, Várda und Juta nach Kaposvár.